# CD206
CD206（分化群206，也称为甘露糖受体1型，MRC1，巨噬细胞甘露糖受体，MMR）是一个位于10号染色体的人类基因，表达一种醣蛋白，属于甘露糖受体家族。